# Loup solitaire (livre)
Pour les articles homonymes, voir Loup solitaire.
Loup solitaire (sous-titré « un mercenaire québécois pleure la guerre du Viêt-Nam ») est le premier ouvrage de l'écrivain québécois Pierre Blais.
Publié en 1991, ce livre est un témoignage d'un vétéran québécois de la guerre du Viêt Nam.